# France Musique

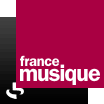
A logo da France Musique

France Musique é uma cadeia de rádio pública temática frances pertencente ao grupo Radio France que é composta por France Inter, France Info, France Culture, France Bleu e France Musique.
A France Musique emite essencialmente música clássica e jazz, e é por ela que são transmitidos os concertos das duas orquestras de Radio France, Orchestre philharmonique de Radio France e Orchestre national de France assim como o coro da Radio France e da Maîtrise.

## História
Fundada em 1954 segundo uma ideia do poeta Jean Tardieu, com o nome de Programme musical de modulation de fréquence, Programa musical de modulação de frequência. Sucessivamente toma o nome de France IV Haute-Fidélité, depois RTF Haute Fidélité e é em 20 de outubro de 1963 que toma o nome actual.
Por vezes criticada por ter um excessivo tempo de palavra para comentários e/ou entrevistas ou por apresentar música outra que clássica, tem vindo a reduzir ambos mas dando mais explicações de cada vez que o problema se apresenta. Com a habituação à música do mundo e de jazz estas iniciais críticas não têm razão de ser hoje em dia.